# Xenomigia pallinervis
Xenomigia pallinervis är en fjärilsart som beskrevs av Felder 1875. Xenomigia pallinervis ingår i släktet Xenomigia och familjen tandspinnare. Inga underarter finns listade i Catalogue of Life.